# メッセンジャー (探査機)
メッセンジャー (MESSENGER; MErcury Surface, Space ENvironment, GEochemistry and Ranging) は、アメリカ航空宇宙局 (NASA) のディスカバリー計画の一環として行われている水星探査ミッション、および探査機の名前である。2004年8月3日に打上げられ、2011年3月18日に水星周回軌道へ投入されて観測が行われ、2015年5月1日に水星表面へ落下してミッションを終了した。

## 概要

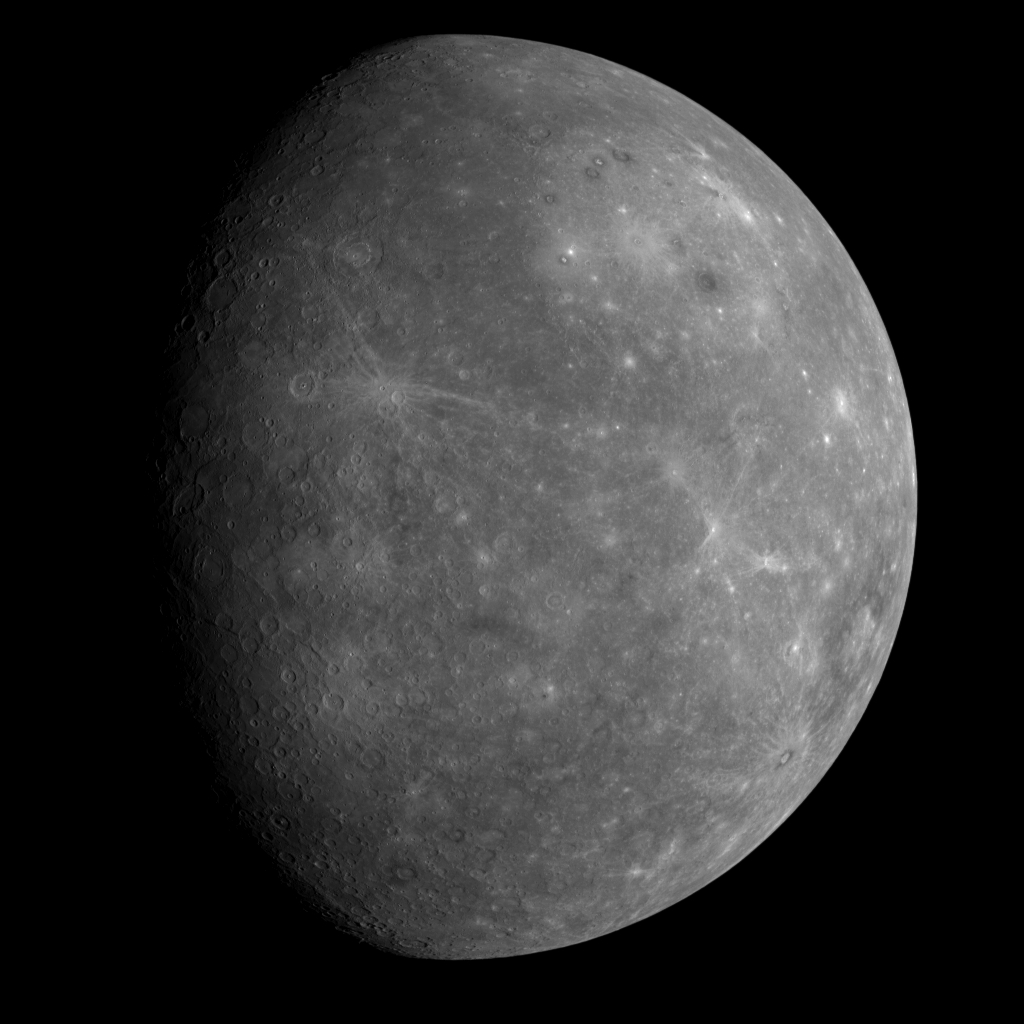
約2万7000 kmの距離からメッセンジャーが撮影した水星

メッセンジャー以前に水星に接近した探査機には1974年 - 1975年のマリナー10号があるが、表面の僅か45%しか撮影されておらず、水星は太陽系で最も探査が遅れている惑星の1つであった。水星の探査が困難な理由に、太陽から受ける膨大な熱、電磁波による通信障害、水星の公転速度が大きいことなどがあったとされる。
2000年代に入って太陽系形成の理解を深めるため、ようやく水星へと興味が注がれて来た。そして、次々に探査機を水星へ送る計画が立てられた。その1つがメッセンジャーである。
マリナー10号の調査では、水星の物理的な性質以外殆ど分からなかったため、メッセンジャーでは水星を構成する物質・磁場・地形・大気の成分、などが調査される。
探査機は燃料節約のため地球・金星・水星と複数回の減速スイングバイを行いながら水星周回軌道へ接近する。その結果、地球から水星まで最短距離では約1億 kmのところを、79億 kmもの軌道を辿ることになる。

## 日程

メッセンジャーの軌道。6回のフライバイを繰返しながら水星へ近付く。

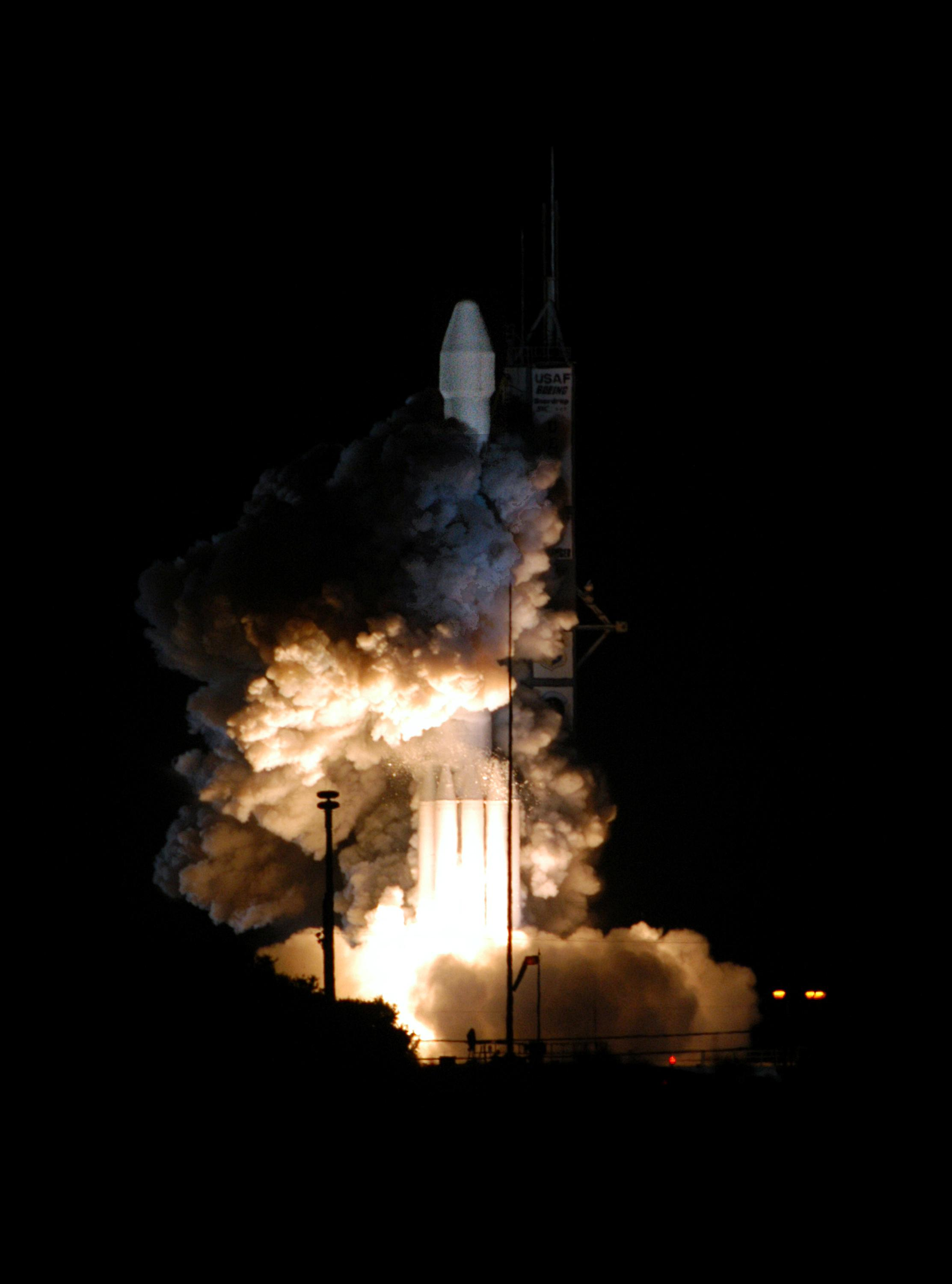
デルタIIロケットによるメッセンジャー打上げ

- 2004年8月3日：ケープカナベラル空軍基地よりデルタIIロケットで打上げ。
- 2005年
  - 8月2日：地球でスイングバイ。2,347 kmまで接近。
  - 12月12日：DSM-1（Deep-Space Maneuver-1：第1回軌道修正噴射）を実施、524 秒間。
- 2006年10月24日：金星でスイングバイ。2,992 kmまで接近。
- 2007年
  - 6月5日：金星でスイングバイ。338 kmまで接近。
  - 10月17日：DSM-2実施。
- 2008年
  - 1月14日：水星でスイングバイ。200 kmまで接近。その後 DSM-3実施。
  - 10月6日：水星でスイングバイ。200 kmまで接近。その後 DSM-4実施。
- 2009年9月29日：水星でスイングバイ。200 kmまで接近。その後 DSM-5実施。
- 2010年11月：ボイジャー1号以来21年振りに太陽系家族写真を撮影。
- 2011年
  - 3月18日：水星周回軌道へ投入（約200 km×15,200 km 軌道傾斜角82.5度の軌道）。その後約1年間観測を行う計画であった。
  - 11月14日：予定していた2012年3月17日までの観測運用を1年間延長することを発表[1]。
- 2013年12月に、ミッションを2015年3月までさらに延長することを決定[2]。
- 2014年4月20日に、水星での3,000周目を迎えた。6月17日まで近水点を下げ続け、高度約120kmまで接近させる[3]。
- 2014年7月25日に、初めて高度を100 kmにまで下げた。8月19日には高度50 kmへ、9月12日には高度25 kmまで降りる予定で、25 kmまで高度を下げた後は94kmまで高度を上げる予定。その後も何度か近水点高度を上げることにより、水星表面へ落下するのを2015年3月以降まで延長[4]。
- 2015年5月1日：水星表面へ落下、ミッション終了。3月より計7回のスラスタ噴射を実施して高度を上げることで落下を1ヶ月以上遅らせた。なお落下直前まで観測は行われた[5]。

## 探査機器
- 水星撮像システム
- ガンマ線・中性子スペクトロメータ
- X線スペクトロメータ
- 磁力計
- 水星レーザ高度計
- 水星大気・表面組成スペクトロメータ
- エネルギー粒子・プラズマスペクトロメータ
- 電波科学実験

など

## 画像

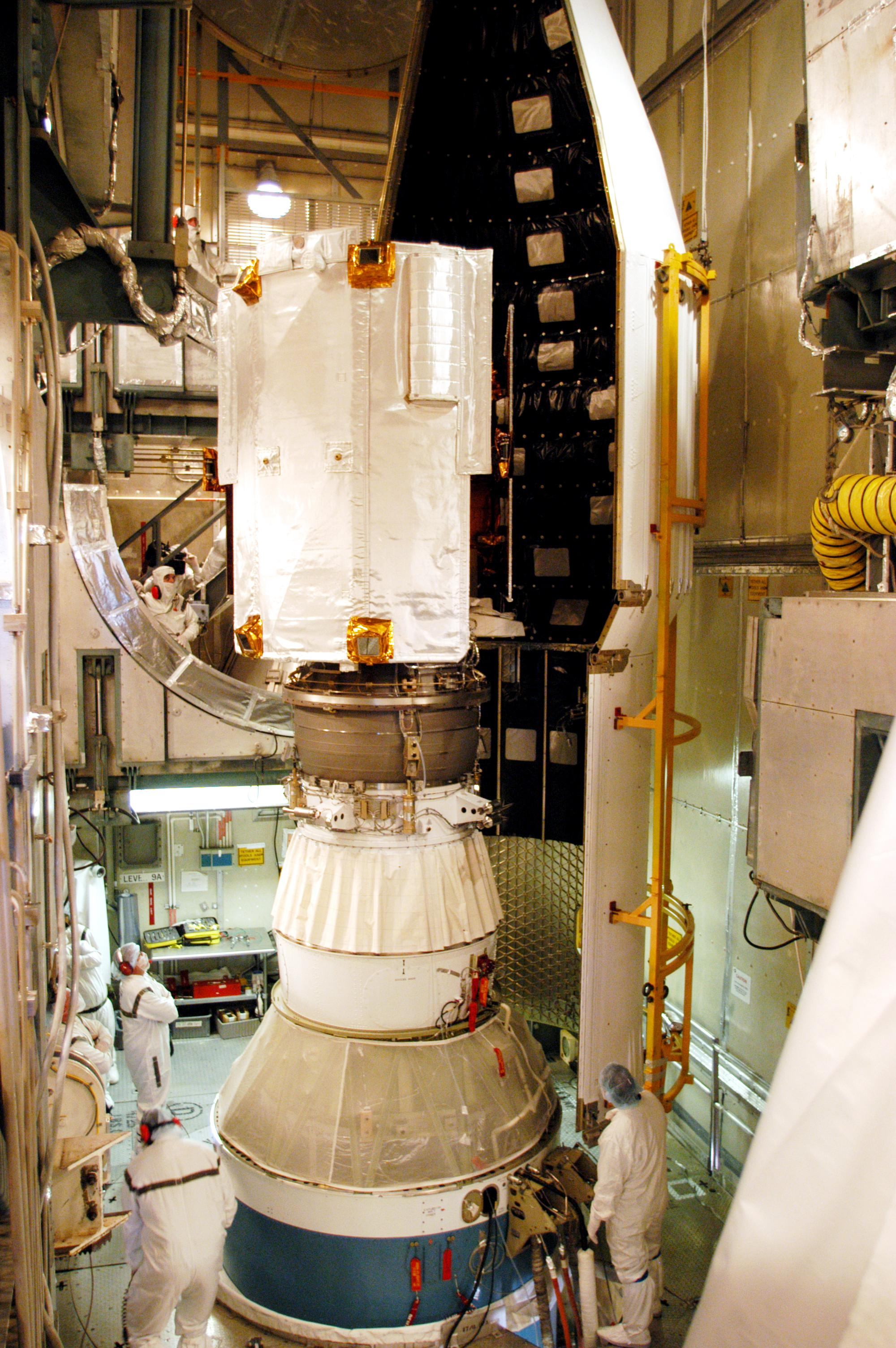
デルタIIロケットに搭載されたメッセンジャー
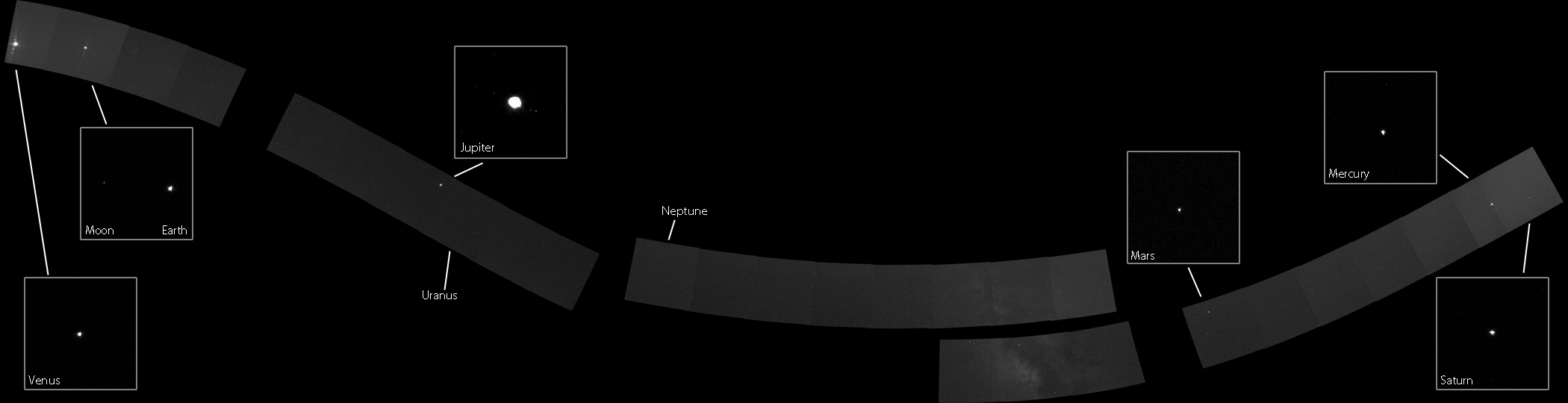
メッセンジャーが写した太陽系家族写真
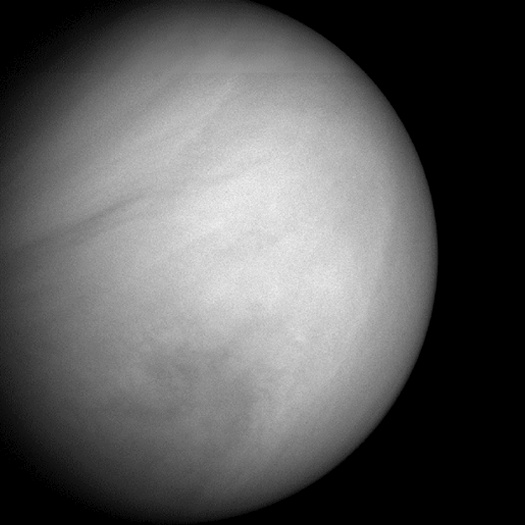
メッセンジャーが写した金星
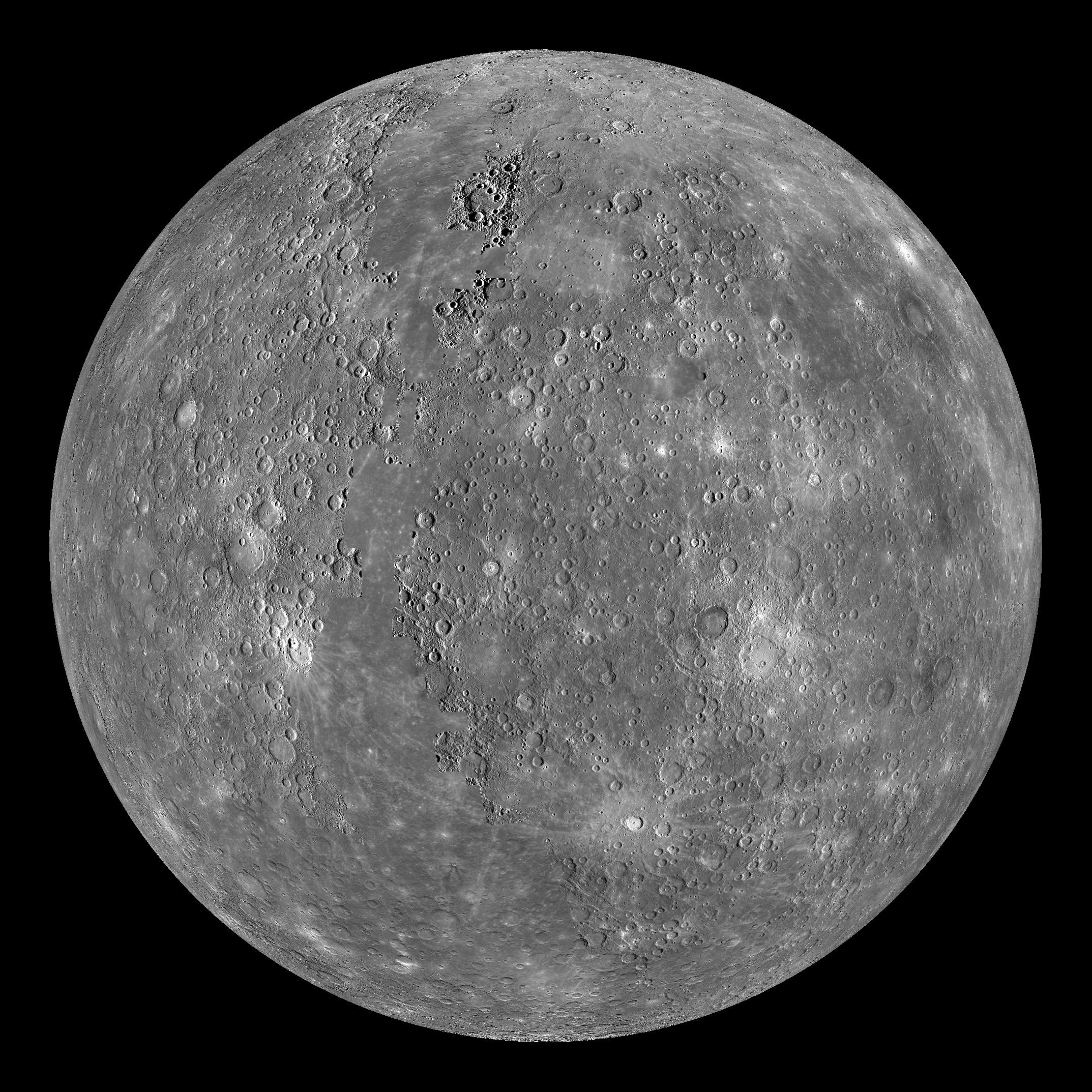
メッセンジャーが写した水星
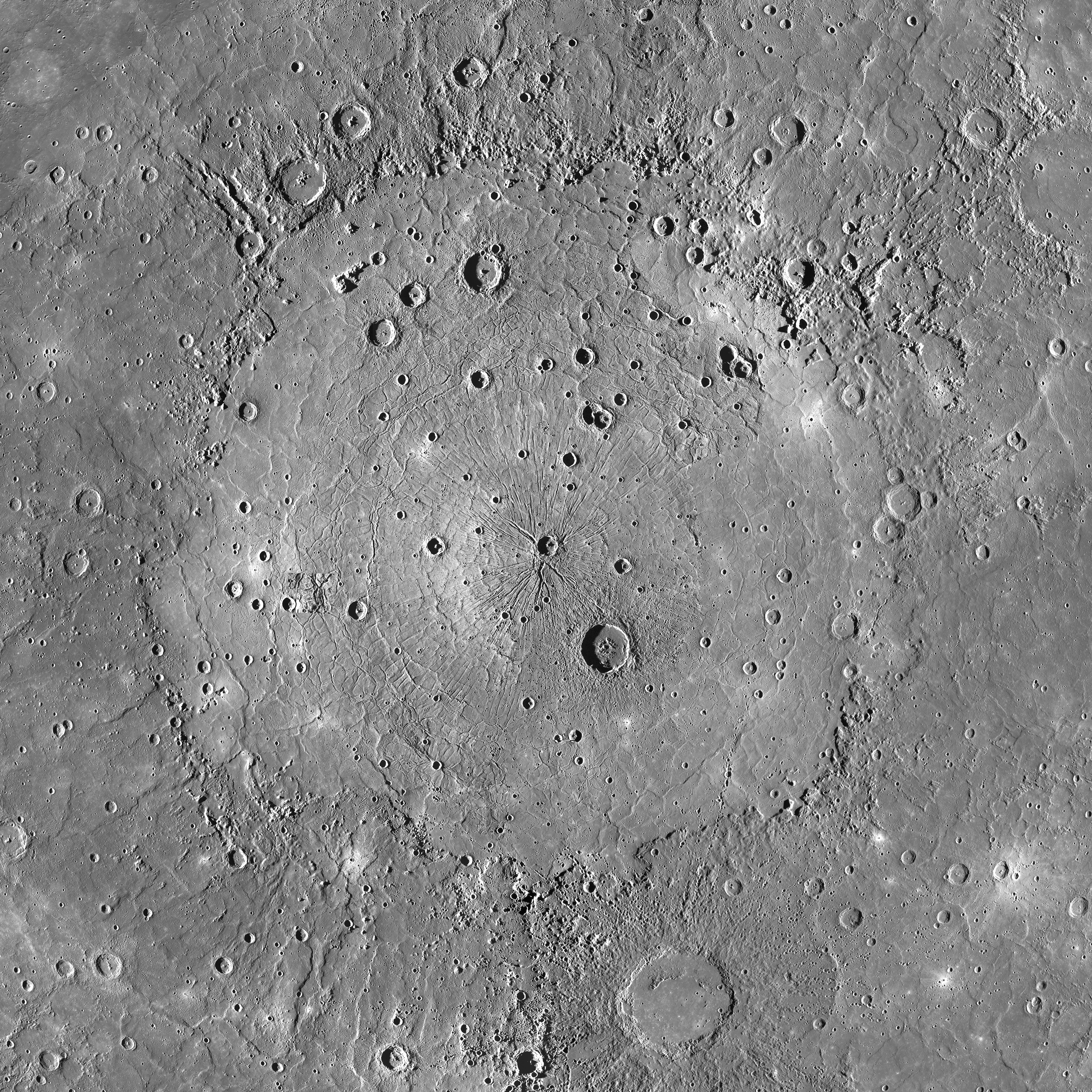
水星のカロリス盆地
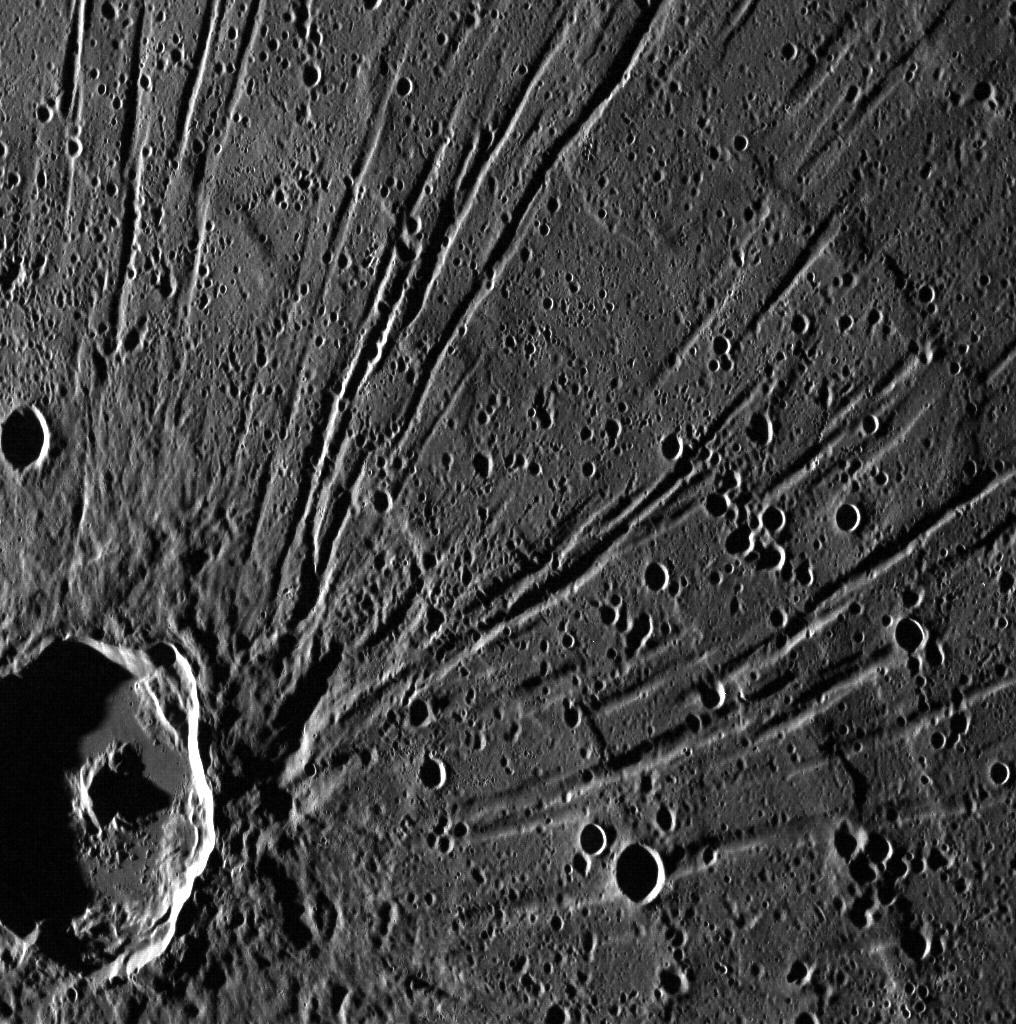
カロリス盆地のパンテオン地溝帯